# Badezug

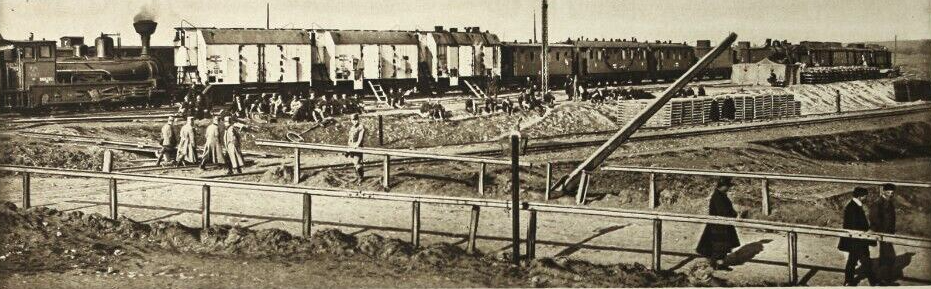
K.u.k. Badezug I in Miechów, Polen, 1914–1918, Gesamtansicht

Als Badezug wurden von Dampflokomotiven gezogene Sonderzüge bezeichnet, die im Ersten Weltkrieg zur Hygiene der Soldaten und dem Waschen und Entlausen der Bekleidung dienten.

## K.u.k. Badezug I
Der k.u.k. Badezug I bestand aus einer Dampflokomotive, die mit einer Wasserpumpe zur Versorgung des Badezuges mit Wasser ausgerüstet war, drei weiß lackierten Desinfektionswagen, mehreren Wasserwagen, mehreren Personenwagen, einem Depot für schmutzige Wäsche, einer neben dem Zug aufgestellten Dampfwäscherei sowie einem Depot für reine Wäsche. Er wurde unter anderem in Miechów, Polen, direkt neben den Gleisen der Lokomotivfeldbahn Miechów–Kocmyrzów eingesetzt.

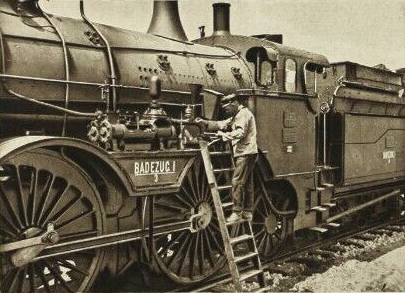
Lokomotive mit Wasserpumpe
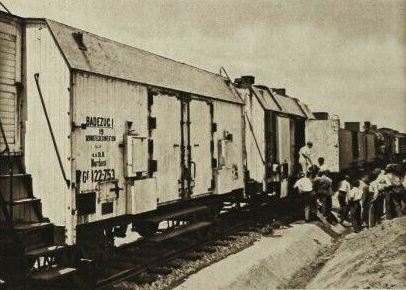
Schwefeldesinfektionswagen
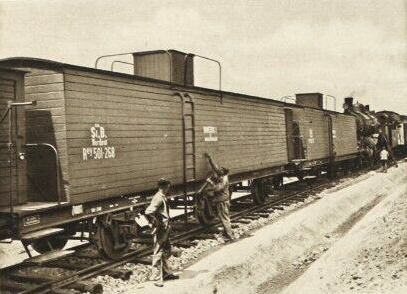
Wasserwaggons
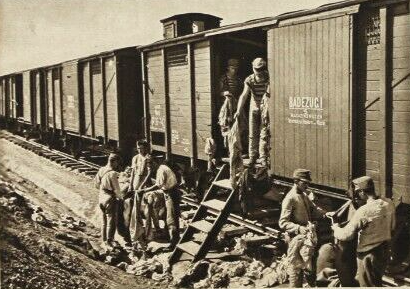
Depot für schmutzige Wäsche
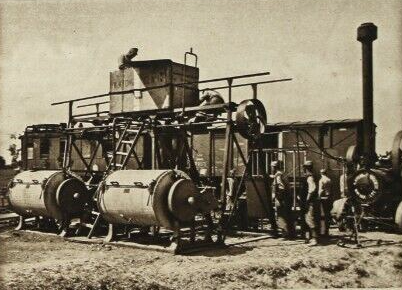
Dampfwäscherei des Badezuges I
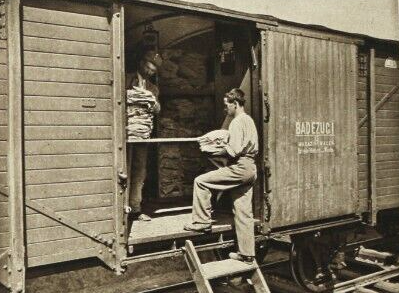
Depot für reine Wäsche

Der österreichisch-ungarische Bade- und Desinfektionszug hatte zwei Betriebsteile, von denen der eine als Badeanstalt, der zweite als Desinfektionsanstalt diente. Zwei Wagen waren für die Behandlung mit Formaldehyd und mit Schwefeldämpfen eingerichtet, einer für die mit Wasserdampf. Die am Schluss des Zuges angehängte Lokomotive hatte die Desinfektionswagen mit Dampf zu versorgen.

## K.u.k. Badezug II
Der k.u.k. Badezug II wurde unter anderem in Rogoźno, Polen, eingesetzt.

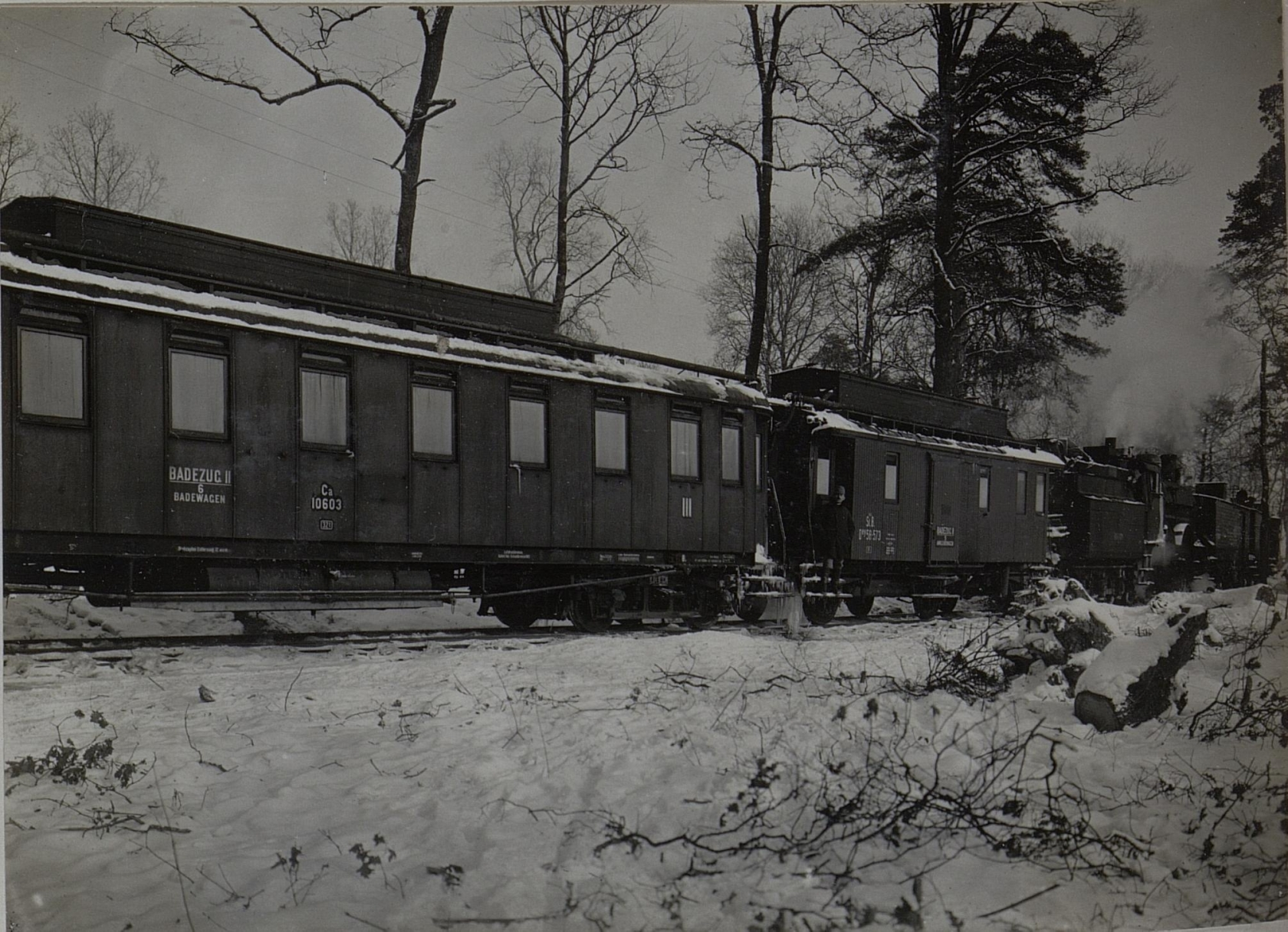
K.u.k. Badezug II in Rogoźno
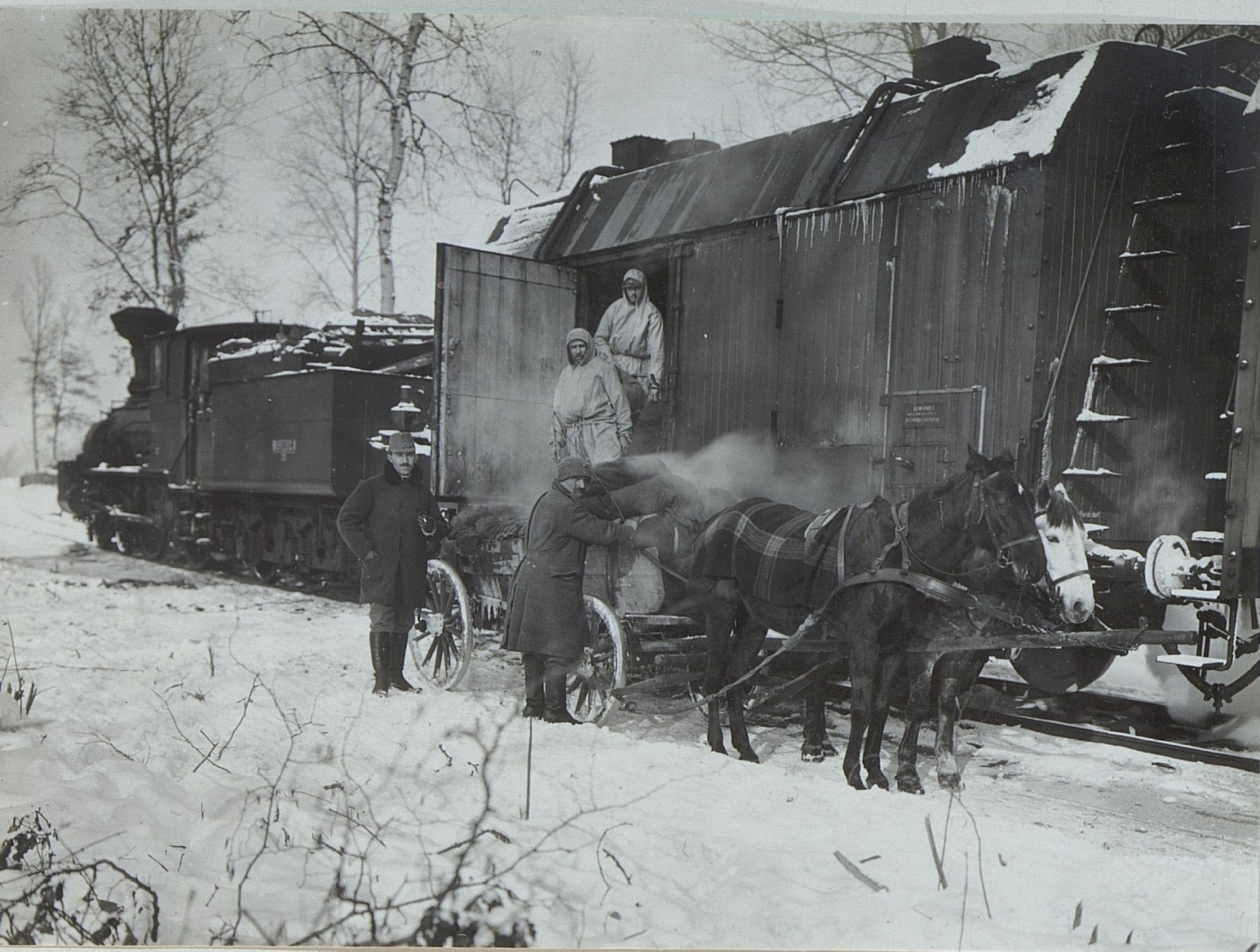
K.u.k. Desinfektion der Wäsche

## Deutscher Badezug
Auch vom Deutschen Heer wurden Badezüge eingesetzt. Einer der Züge wurde in nur einem Monat vom Nürtinger Ingenieur Zimmermann entworfen und gebaut. Dessen Vorgesetzter war der württembergische Archäologe Professor Peter Goessler während seines Militärdiensts.

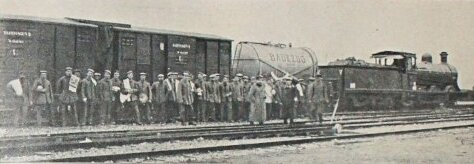
Badezug
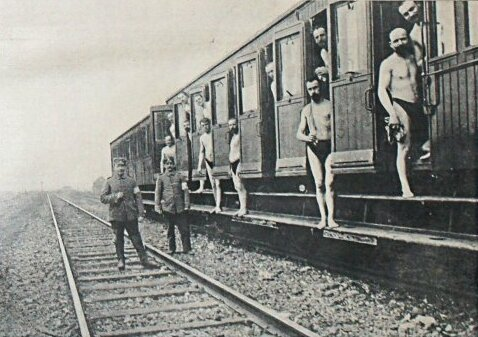
Badezug
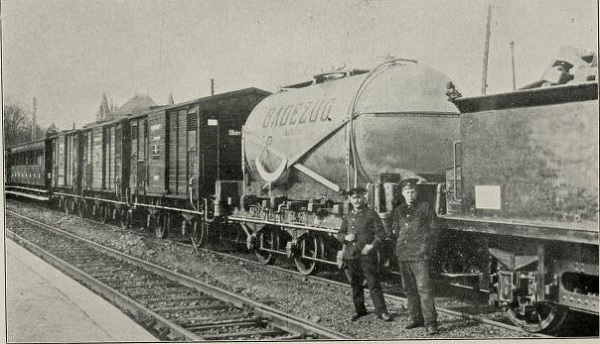
Badezug-Wasserwagen
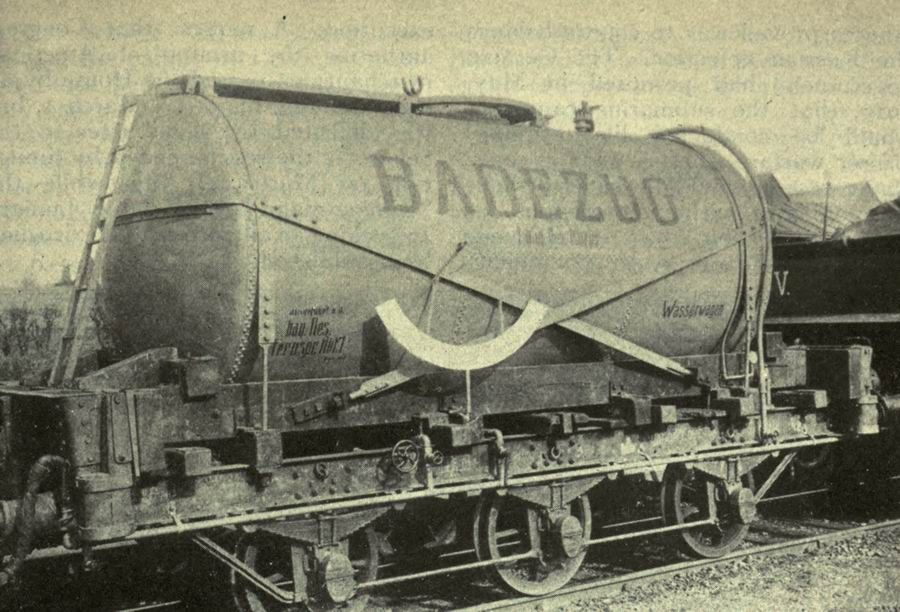
Wasserwagen